# Steve McCurry

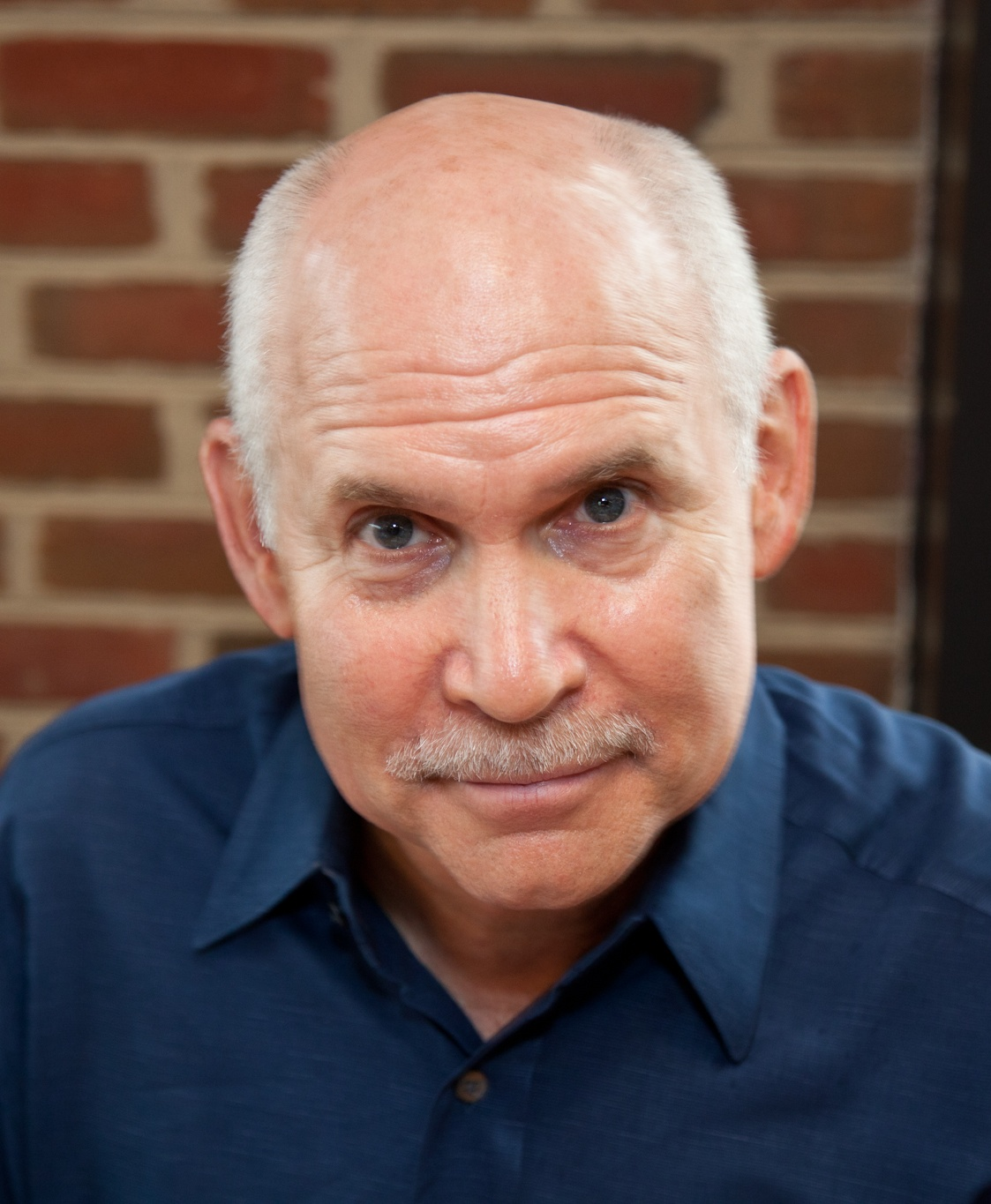
Steve McCurry, 2011

Steve McCurry (* 23. April 1950 in Philadelphia, Pennsylvania) ist ein US-amerikanischer Fotograf und Fotojournalist.

## Leben und Werk

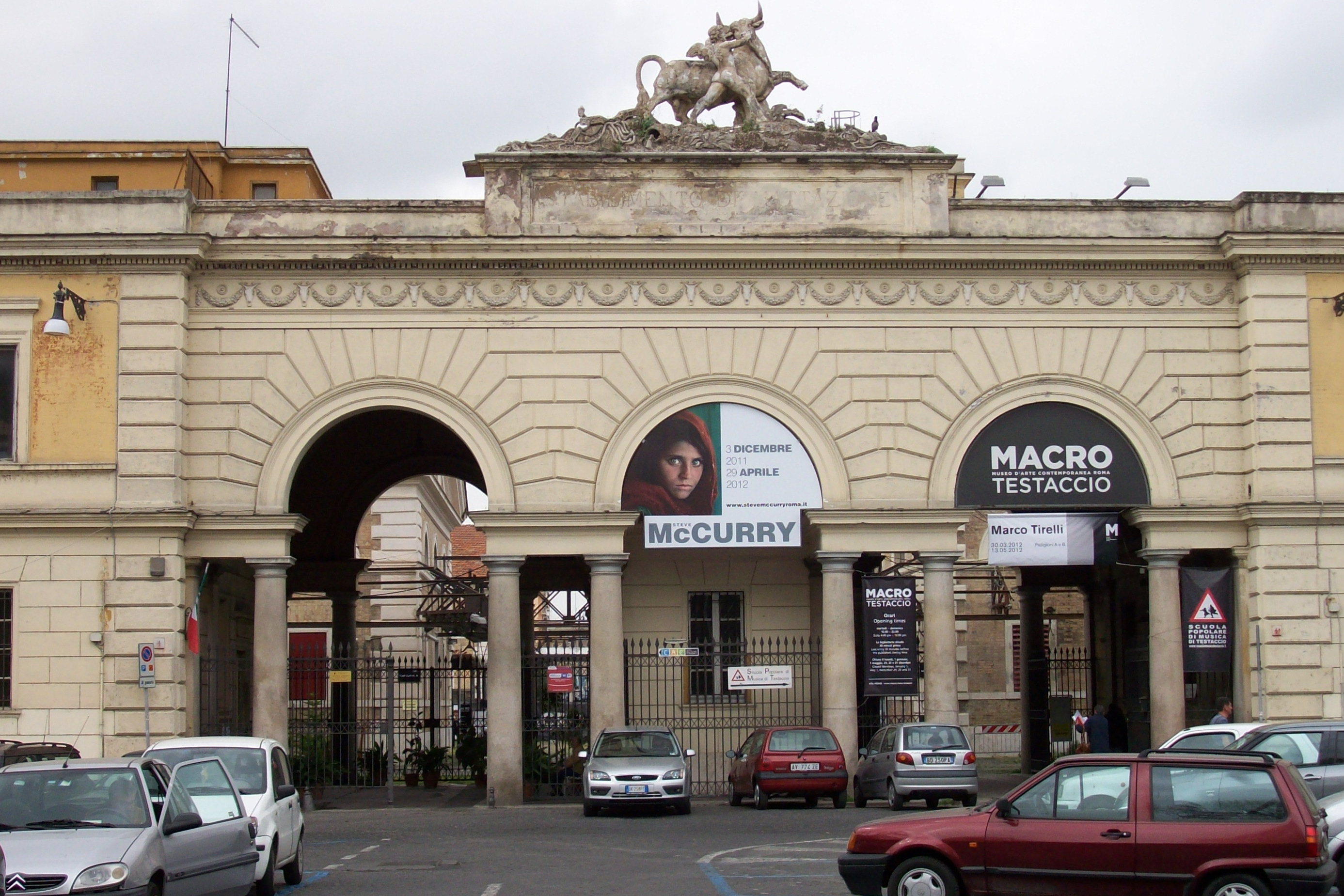
Museo d’Arte Contemporanea di Roma (MACRO), 2012

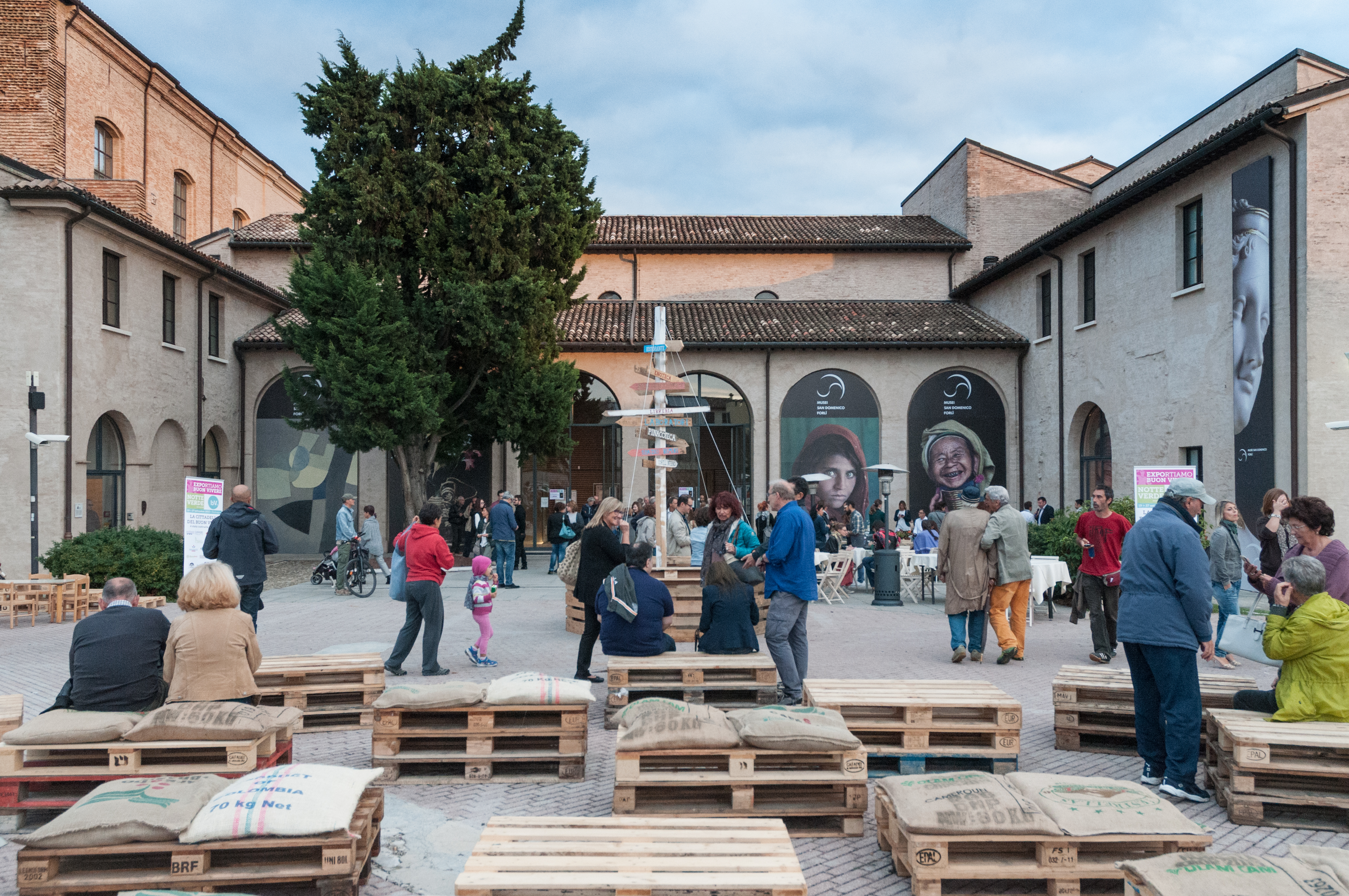
Musei San Domenico, Forlì, Italien, 2015

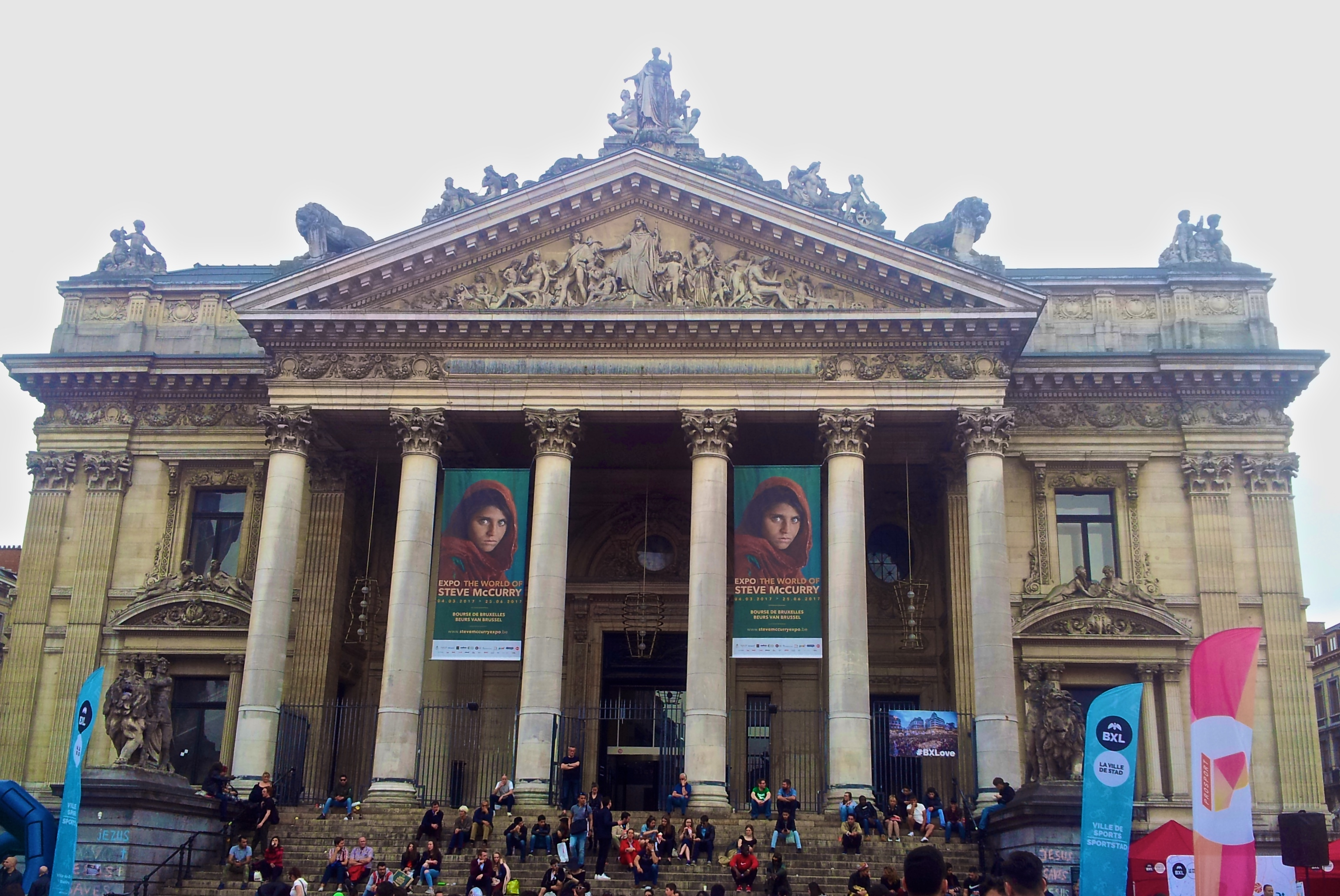
Palais de la Bourse, Brüssel, 2017

Ehemaliges Kloster San Francesco all’Immacolata, Catania, Italien, 2017

Steve McCurry studierte Film und Geschichte an der Pennsylvania State University und schloss mit einem Bachelor of Arts ab. Danach arbeitete er zunächst zwei Jahre lang für eine Lokalzeitung, bevor er als freiberuflicher Fotograf nach Indien ging.
Internationale Bekanntheit erlangte er durch seine Dokumentation der sowjetischen Intervention in Afghanistan. Für diese Reportage wurde er 1980 mit der Robert Capa Gold Medal ausgezeichnet. 1986 wurde er Mitglied der Fotografenagentur Magnum. Anfang 1989 begleitete er den Journalisten Edward Girardet bei einer Reportage Nahe Asadabads und traf dort zufällig in einer Gruppe anderer Mujahedin Osama bin Laden.
McCurry berichtete aus zahlreichen Kriegen weltweit, unter anderem über den Iran-Irak-Krieg, den Zerfall des früheren Jugoslawiens, aus Beirut, Kambodscha, Tibet, dem Jemen, den Philippinen und dem Golfkrieg. Immer wieder kehrt er nach Afghanistan zurück. Aber auch in Indien und Peru hat er fotografiert.
Nachdem McCurry jahrelang Kodachrome-Film verwendete – laut eigener Aussage verfügt er über eine Sammlung von 800.000 Kodachrome-Dias – wurde ihm 2010 die allerletzte Rolle Kodachrome 64 zur Verfügung gestellt.
McCurrys bekanntestes Foto ist das des „Afghanischen Mädchens“. In dem Flüchtlingslager Nasir Bagh gelang ihm 1984 das Porträt eines jungen Mädchens mit intensiv grünen Augen. Die plakative Wirkung dieses Fotos ist so enorm, dass es im Juni 1985 auf den Titel des National Geographic kam und seitdem unzählige Male gedruckt wurde. Im Jahr 2002 konnte die Identität des Mädchens ermittelt werden. Der National Geographic hatte eine Expedition unter Teilnahme McCurrys organisiert, der es gelang Sharbat Gula zu finden.
McCurry wurde vielfach ausgezeichnet. Bei der Wahl zum Pressefoto des Jahres gewann er 1985 vier erste Preise in vier Disziplinen und 1992 zwei erste Preise. Er wurde mehrmals zum Photographer of the Year gewählt und ist seit 2005 Ehrenmitglied der Royal Photographic Society of Great Britain.
Seine Bilder wurden u. a. im Museum für Kunst und Gewerbe (Hamburg), im Palazzo della Penna (Perugia), Museum für Gestaltung Zürich und vielen weiteren Galerien und Museen ausgestellt.

### McCurry: The Pursuit of Color
Im Jahr 2021 wurde die dokumentarische Filmbiografie McCurry: The Pursuit of Color unter der Regie von Denis Delestrac, produziert von Intrepido Films und Polar Star Films und vertrieben von Dogwoof und Karma Films, fertiggestellt. Sie wurde unter anderem auf dem Doc-NYC-Filmfestival (USA), dem Festival de Malaga (Spanien) und dem Glasgow Film Festival (Schottland) offiziell als Beitrag ausgewählt. Der spanische Kinostart war im Juni 2022.

## Publikationen

### Bildbände
- The Imperial Way, 1985.
- Monsoon, 1988.
- South Southeast, Phaidon, 2000, ISBN 0-7148-3938-8.
  - Süd-Südost, Phaidon, Berlin 2013, ISBN 978-3-7145-9109-5.
- Porträts, Phaidon, Berlin 2000, ISBN 0-7148-9083-9.
- Sanctuary, Phaidon Verlag, 2002, ISBN 0-7148-4559-0.
- The Path to Buddha, Phaidon, 2003, ISBN 0-7148-4346-6.
- Looking East, Phaidon Verlag, 2006, ISBN 0-7148-4637-6.
- Untold, Phaidon Verlag, 2013, ISBN 0-7148-6462-5.
- Indien. Prestel, München 2015, ISBN 978-3-7913-8195-4.
- Afghanistan. Taschen, Köln 2017, ISBN 978-3-8365-6936-1.
- Devotion. Prestel, München 2023, ISBN 978-3-7913-8013-1.

### Monographien
- Anthony Bannon (Hrsg.): Steve McCurry, Phaidon, Berlin 2005, ISBN 0-7148-9464-8 (deutsche Ausgabe).
- Bonnie McCurry: Steve McCurry. A Life in Pictures, ein Leben für die Fotografie, Knesebeck, München 2018, ISBN 978-3-95728-098-5.
- Paul Theroux: Steve McCurry. Lesen. Eine Leidenschaft ohne Grenzen. Prestel, München 2016, ISBN 978-3-7913-8275-3.

## Manipulierte Reportagefotografien
Im April 2016 veröffentlichte der italienische Fotograf Paolo Viglione auf seiner Webseite, dass ein Foto von Steve McCurry, das er im Palast von Venaria Reale nördlich von Turin gesehen hatte, retuschiert worden war. Er belegte seine Darstellung mit einer Detailansicht. Auf einem Foto aus Kuba hängt das untere Stück eines Wegweisers am Fuß eines Passanten. Es handelt sich offensichtlich um einen Photoshop-Fehler. Verschiedene Blogs griffen die Information auf. Der Fotografieblog Peta-Pixel veröffentlichte in der Folge weitere bearbeitete Aufnahmen von McCurry, die teils massiv verändert worden waren. Dem Fotojournalisten wurde vorgeworfen, seine Reportagebilder mit digitaler Bildbearbeitung umfassend manipuliert, Personen und andere Elemente entfernt zu haben. Im Mai 2016 sah sich der Dokumentarfotograf, eine Berufsbezeichnung, die anlässlich der Preisverleihung „Leica Hall of Fame 2011“ verwendet wird, angesichts der unbestreitbaren Beweise seiner eigenen visuellen Manipulationen veranlasst, seinen Status neu zu definieren. In einem Interview mit dem Nachrichtenmagazin Time erklärte der Fotoreporter: „Ich bin ein visueller Geschichtenerzähler, kein Fotojournalist.“ Diese seine Begründung überzeugte die Ethikkommission der National Press Photographers Association der Vereinigten Staaten (NPPA) indes nicht, hatte McCurry seine Karriere doch eindeutig als Fotoreporter und Kriegsberichterstatter aufgebaut. Der Verband erklärte unter anderem: „Ungeachtet des Titels, den sich Steve McCurry heute gibt, hat er die Verantwortung, die ethischen Standards seiner Kollegen und der Öffentlichkeit zu respektieren, die ihn als Fotojournalisten sieht.“ Das Komitee kam zum Schluss, dass jede Änderung der Wahrheit einen Verstoß gegen die Ethik darstelle. Daraufhin entfernten die Agentur Magnum und National Geographic nach einer Untersuchung bestimmte Fotos von Steve McCurry, die der Manipulation verdächtigt wurden, von ihren Websites.